# Kreis Érd
Der Kreis Érd (ungarisch Érdi járás) ist ein Kreis im Osten des zentralungarischen Komitats Pest. Er grenzt im Norden an den Kreis Budakeszi, im Südosten an den Kreis Szigetszentmiklós, im Süden in einem schmalen Stück an den Kreis Ráckeve. Im Südwesten bildet der Kreis Martonvásár und im Nordwesten der Kreis Bicske die Komitatsgrenze (beide Komitat Fejér). Im Osten grenzt der Kreis Érd an die Hauptstadt Budapest.

## Geschichte
Der Kreis entstand zur ungarischen Verwaltungsreform Anfang 2013 aus seinem Vorläufer, dem gleichnamigen Kleingebiet (ungarisch Érdi kistérség) sowie drei Gemeinden des Ende 2012 aufgelösten Kleingebiets Budaörs (ungarisch Budaörsi kistérség).

## Gemeindeübersicht
Der Kreis Érd hat eine durchschnittliche Gemeindegröße von 17.194 Einwohnern auf einer Fläche von 26,33 Quadratkilometern. Der zweitbevölkerungsreichste Kreis hat die zweithöchste Bevölkerungsdichte im Komitat. Der Kreissitz befindet sich in der größten Stadt, Érd. Sie liegt im Osten des Kreises und tangiert die Landeshauptstadt Budapest.
| 7 Gemeinden    | Status       | Herkunft Kleingebiet | Einwohnerzahl | Einwohnerzahl | Einwohnerzahl | Fläche (km²) | Bevölkerungs- dichte (Ew./km²) |
| 7 Gemeinden    | Status       | Herkunft Kleingebiet | 01.10.2011    | 01.01.2013    | 01.01.2016    | 01.01.2016   | Bevölkerungs- dichte (Ew./km²) |
| -------------- | ------------ | -------------------- | ------------- | ------------- | ------------- | ------------ | ------------------------------ |
| Diósd *        | Stadt        | Érd                  | 9.056         | 9.235         | 9.916         | 5,75         | 1724,5                         |
| Érd            | Stadt        | Érd                  | 63.631        | 63.333        | 64.841        | 60,54        | 1071,0                         |
| Pusztazámor    | Gemeinde     | Budaörs              | 1.168         | 1.156         | 1.181         | 9,27         | 127,4                          |
| Sóskút         | Gemeinde     | Budaörs              | 3.057         | 3.100         | 3.178         | 27,67        | 114,9                          |
| Százhalombatta | Stadt        | Érd                  | 17.952        | 18.577        | 18.599        | 28,06        | 662,8                          |
| Tárnok         | Großgemeinde | Érd                  | 8.805         | 8.888         | 9.259         | 23,60        | 392,3                          |
| Törökbálint    | Stadt        | Budaörs              | 12.841        | 13.015        | 13.385        | 29,40        | 455,3                          |
| Kreis Érd      |              |                      | 116.510       | 117.304       | 120.359       | 184,29       | 653,1                          |

* Die Großgemeinde Diósd erhielt am 15. Juli 2013 das Stadtrecht.